# 雷·杜比
雷·米爾頓·杜比，OBE（英語：Ray Milton Dolby，1933年1月18日—2013年9月12日），生於美國俄勒岡州波特蘭，工程師，發明杜比噪音衰減系統（Dolby NR）。他也是一名成功的企業家，創建杜比實驗室。曾進入美國400大億萬富豪之列，2008年杂志估计他有29亿美元的个人财富；至2012年9月估计有24亿财富。

## 生平
雷·杜比在波特蘭出生，在舊金山長大。
大學曾就讀聖荷西州立大學，後轉學至史丹福大學，期間，因第二次世界大戰，至美國陸軍服役，中斷了兩年學業。在中學時期及就讀大學期間，他曾在Ampex打工。1957年，取得史丹福大學電機工程碩士學位。獲馬歇爾獎學金，至英國劍橋大學攻讀物理學，1961年，取得博士學位。
1965年，在英國創建杜比實驗室。

## 家庭
1966年他与Dagmar结婚，两人育有两个儿子Tom Dolby和David Dolby，Tom生于1975年，后来成为一名畅销书作家。

## 主要荣誉
- 1987年，大英帝国勋章
- 1989年，第61届奥斯卡奖科技贡献奖
- 1997年，国家技术与创新奖章（National Medal of Technology and Innovation）